# Charriol
 (mars 2019).
Si vous disposez d'ouvrages ou d'articles de référence ou si vous connaissez des sites web de qualité traitant du thème abordé ici, merci de compléter l'article en donnant les références utiles à sa vérifiabilité et en les liant à la section « Notes et références ».
Charriol est une marque de montres, bijoux et accessoires (lunettes, parfums) de luxe fondée en 1983, par l'horloger Philippe Charriol.
Charriol, basée à Genève, a un réseau de 285 boutiques dans le monde. La marque bénéficie notamment d'une présence forte en Asie.
L'élément distinctif de la marque est le câble, utilisé comme pour les montres comme pour les bijoux. 
Le 26 février 2019, Philippe Charriol se tue dans un accident sur le circuit Paul-Ricard au Castellet. Le rôle de directrice générale de Charriol sera alors repris par sa fille Coralie Charriol. 